# 12746 Yumeginga
12746 Yumeginga (tên chỉ định: 1992 WC1) là một tiểu hành tinh vành đai chính. Nó được phát hiện bởi Masayuki Yanai và Kazuro Watanabe ở Đài thiên văn Kitami ở Hokkaidō, Nhật Bản, ngày 16 tháng 11 năm 1992. Nó được đặt theo tên the Space và Science Museum, nicknamed Yumeginga, ở Takeo, Saga Prefecture, Nhật Bản.